# Michał II Amoryjczyk
Michał II Amoryjczyk (770–829, zwany także Psellos, tj. bełkoczący, mówiący niewyraźnie, ale także używający wulgarnego języka) – cesarz bizantyjski od 820 do śmierci, pierwszy cesarz dynastii amoryjskiej.
Michał urodził się we frygijskim mieście Amorion. Rozpoczął swoją karierę jako zwykły żołnierz, jednak dzięki swym zdolnościom zdołał awansować do rangi generała.
Jako towarzysz broni Leona V sprzyjał zamachowi stanu, w wyniku którego Leon objął w 813 r. władzę. Jednak w późniejszym czasie ich drogi rozeszły się, a Michał zawiązał spisek wymierzony przeciwko cesarzowi. Spisek został jednak wykryty; Michała złapano i grudniu 820 r. osadzono w więzieniu. Jednak Leon nie uniknął upadku: w Wigilię Bożego Narodzenia 820 r. został zamordowany przez spiskowców, którzy osadzili na tronie uwolnionego Michała.
Za panowania Michała miało miejsce wielkie powstanie pod wodzą Tomasza Słowianina, który czasem uważany jest nawet za cesarskiego brata. Miało ono miejsce w latach 822–824. Uzurpator uzyskał poparcie Arabów i temów Azji Mniejszej. Tylko temy Opsikon i Anatolikon poparły Michała. Przygotowania do tego powstania trwały jeszcze za poprzedniego cesarza. Tomasz postawił sobie dwa cele: zakończyć ucisk i nędze ludu i odnowić kult obrazów. Powstanie to wyglądało jak powstanie Spartakusa. Niewolnicy i ludność niezadowolona z rządów Michała zbiegła do Tomasza. Było to spowodowane wysokimi podatkami i samowolą urzędników. Tomasz zebrał ogromną armię złożoną z Arabów, Iberów, Armeńczyków i innych ludów kaukaskich. Patriarcha Antiochii Job koronował Tomasza na cesarza. Wtedy to uzurpatora poparł tem nadmorski Kibyration. Tomasz dostał wtedy flotę i popłynął z Azji do Grecji. Głosząc tam hasła antyikonoklastyczne, zyskał poparcie wszystkich europejskich prowincji cesarstwa. Poszły za nim masy Słowian osiadłych w Grecji. W grudniu 821 roku przystąpił do oblężenia stolicy. Nie udało mu się jednak jej zdobyć, bowiem Michałowi pomagali Bułgarzy. Tomasz ostatecznie skapitulował w Arkadiopolis i po torturach został zabity. Powstanie trwające trzy lata zniszczyło całe cesarstwo, głównie wsie w Azji Mniejszej. 
Jako władca Michał prowadził dość wyważoną politykę wewnętrzną. W odróżnieniu od swojego poprzednika Leona, zagorzałego ikonoklasty, unikał prześladowań zwolenników kultu ikon, sam jednak ikonoklazmowi sprzyjał. Wzbudził jednak niechęć kleru swym drugim małżeństwem, zawartym z córką Konstantyna VI, Eufrozyną, która uprzednio wstąpiła do klasztoru.
Jeśli chodzi o sytuację zewnętrzną państwa, charakteryzuje ją rosnący nacisk ze strony Arabów, którzy w 823 r. zdobyli Kretę, a w 827 r. rozpoczęli najazdy na Sycylię. W 827 wybuchło powstanie na Sycylii. Tamtejszy uzurpator Euphemios został szybko pokonany, lecz na wyspie wylądowali Arabowie. Rozpoczęły się tam długoletnie walki z nimi o Sycylię. Michał uznał tytuł Ludwika I, cesarza Zachodu. 

## Rodzina
Ze swoją pierwszą żoną, Teklą (zm. ok. 823), Michał II miał syna Teofila, kolejnego cesarza.